# Liste des cours d'eau d'Ossétie du Sud
Cet article présente la liste des cours d'eau d'Ossétie du Sud classés par affluents.
← affluent gauche
→ affluent droit
Koura
← Ksani
← Lehura
← Medzhuda
← Liakhvi
← Malaya Liahva
→ Patsa
← Tlidon
← Prone Vostochnaya
← canal Saltanis-Arhi
← Taliani
← Tilian
← Ptsa
→ Suramula
← Charathevi
← Prone
← Prone Srednyaya
→ Prone Zapadnaya
→ Lopanistskali
Rioni
← Kvirila
← Dzhodzhora
→ Kvedrula
− Koz (Kvedi)
− Kvedikom
← Garula
→ Kozidon
← Liktsonandon
← Chanchahi